# Lycée Pierre-Corneille (Rouen)
Pour les articles homonymes, voir Lycée Pierre-Corneille.
Le lycée Pierre-Corneille est un lycée quadricentenaire de Rouen. Il y forme des élèves de la seconde jusqu’aux classes préparatoires aux grandes écoles.
Le lycée fait l’objet de classements au titre des monuments historiques depuis les 21 mars 1910 (chapelle) et 31 décembre 1985 (Ancien collège des Jésuites, Petit lycée de Joyeuse) et d'une inscription le 28 décembre 1984 (Ancien collège des Jésuites, Petit lycée de Joyeuse).

## Histoire

### Un lycée quadricentenaire
Dans la seconde moitié du XVIe siècle, la Réforme protestante progresse rapidement en France. Le cardinal-archevêque de Rouen Charles de Bourbon souhaite fonder un établissement d’enseignement capable de former la jeunesse aristocratique et bourgeoise dans la stricte doctrine catholique ; il fait, pour cela, appel à la Compagnie de Jésus. En 1593, le Collège de Bourbon ouvre. Les cours ne sont interrompus que de 1595 à 1604 en raison de l’expulsion des jésuites du royaume.
Au XVIIe siècle, le collège rencontre un succès rapide. Dès sa réouverture en 1604, il refuse quatre cents candidats faute de place. En 1662, il compte près de deux mille élèves, dont des noms célèbres comme ceux des deux frères Corneille ou de René-Robert Cavelier de La Salle. Une première extension des locaux permet la construction du portail actuel et d’une vaste chapelle. Les cours sont donnés en latin, langue que les élèves doivent parler entre eux. Une place est accordée aussi au français, à l’histoire, à la géographie et aux sciences. On ne compte alors qu’une dizaine de professeurs, il y a encore peu de classes.
Au XVIIIe siècle, l’enseignement devient plus scientifique. Un vaste programme de construction est engagé, dont il reste la cour d’honneur et la salle des Actes. En 1762, malgré la nouvelle expulsion des jésuites, l’établissement devient Collège Royal et continue de travailler selon les mêmes méthodes.
Sous la Révolution et l’Empire, le Collège fait place en 1796 à l’École centrale, expérience qui s’inspire de la pédagogie des Lumières et diversifie les cours aux dépens des langues anciennes. C'est en 1803 qu'est formé le lycée qui consacre le retour à la tradition basée sur les lettres classiques et les mathématiques.
Avec le XIXe siècle, le lycée fonctionne sur le modèle napoléonien. La discipline sous uniforme est sévère, jusqu’à provoquer des chahuts et parfois de véritables révoltes. La formation, sanctionnée par le baccalauréat, est surtout classique, avec une place plus importante pour les sciences naturelles et les langues.
Les classes préparatoires sont créées en 1870. En avril 1873, il prend le nom de lycée Corneille.
Hôpital militaire pendant la Première Guerre mondiale, en partie occupé par l’armée allemande pendant la Seconde, le lycée sera bombardé en septembre 1942 et surtout le 19 avril 1944. Le monument aux morts à l’intérieur du lycée, qui comporte le nom d’anciens élèves morts à la guerre ou en déportation, accueille une cérémonie le 11 novembre.
Pendant la Seconde Guerre mondiale, il est réquisitionné par la Wehrmacht pour servir de centre d’accueil aux soldats en garnison à Rouen et alentour. Des inscriptions en allemand sont d'ailleurs toujours visibles dans le portique de l’entrée Joyeuse.
Après la fin des travaux et l'ouverture du restaurant scolaire en novembre 2015, une série de grands travaux est planifiée de 2018 à 2023 par la région Normandie pour un investissement qui devrait s'élever à 54 millions d'euros. Ces travaux devraient notamment inclure la construction d'une salle de conférences, la réhabilitation du bâtiment Joyeuse, la création d'un pôle audiovisuel, la reconstruction du bâtiment des sciences et enfin la restructuration de toute une partie du lycée comprenant notamment la cour d'honneur.

### La chapelle Corneille

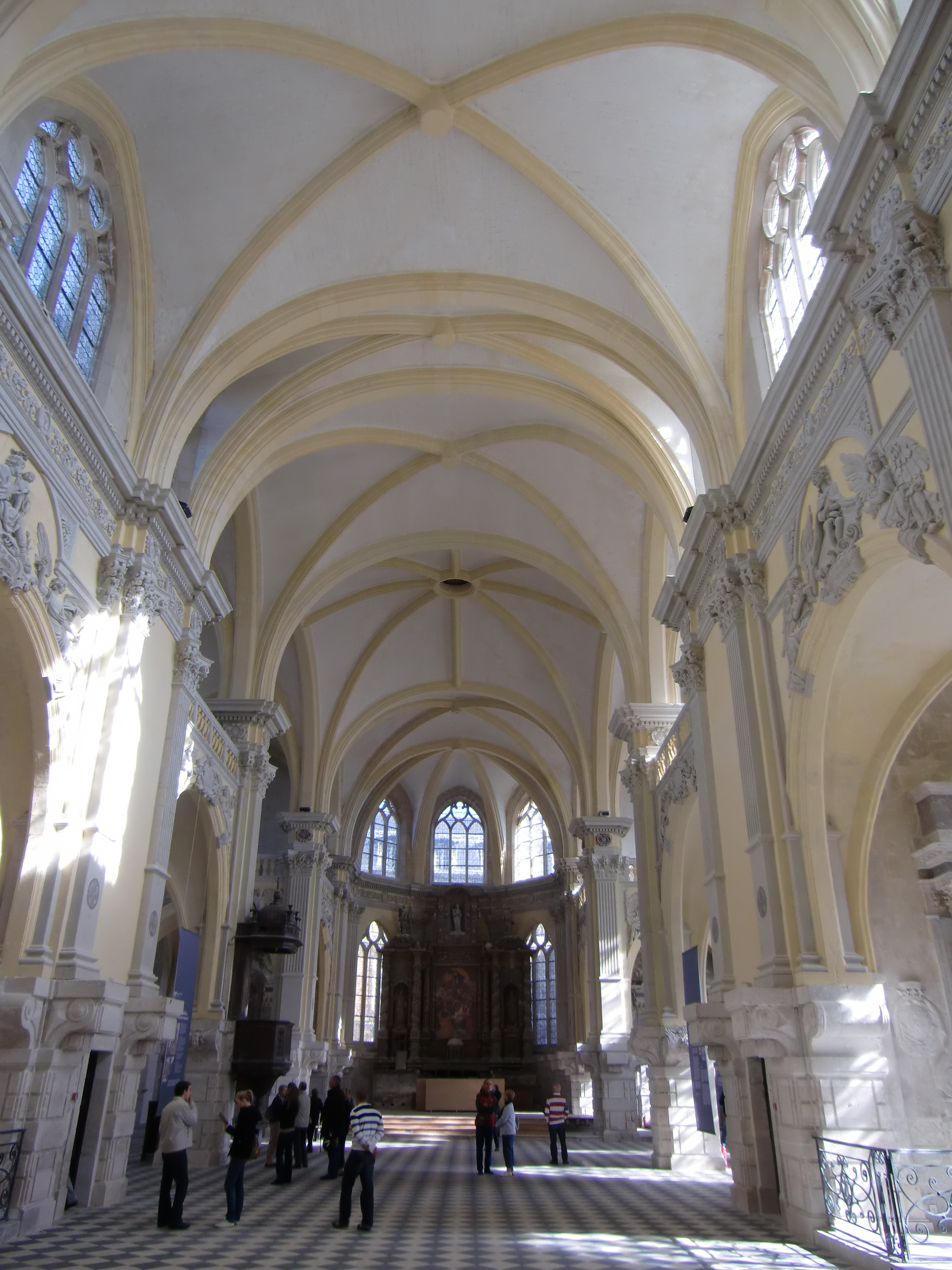
Nef de la chapelle.

La première pierre de l'église Saint-Louis a été posée en 1614 par la reine Marie de Médicis et est ouverte au culte depuis 1631. Cette église à une seule nef au plan en croix (52 m de long) est une synthèse entre le style gothique finissant et l’architecture classique. Mal entretenue, elle sera sauvée de la démolition par le conseil municipal en 1895 et deviendra monument classé en 1910.
Endommagée en 1942 par un bombardement, elle est lentement restaurée dans la seconde partie du XXe siècle. Dans les années 2010, elle est aménagée en auditorium afin de compléter l'offre du théâtre des Arts de Rouen.

### La section norvégienne
La section norvégienne est créée en 1918 et accueille 18 garçons (contre 24 auparavant) en moyenne qui passent 3 ans au lycée. En 1987, la princesse Sonja de Norvège est venue rencontrer les lycéens norvégiens, au cours de trois jours de commémoration qui aura vu plus de 270 anciens élèves norvégiens revenir à Rouen. Sonja Haraldsen revient à Rouen, en tant que reine consort, à l'occasion du centième anniversaire de la section norvégienne, le 24 septembre 2018, en présence de la première dame de France, Brigitte Macron, de la ministre norvégienne de l'Enseignement supérieur, Iselin Nybø et de son homologue française, Frédérique Vidal. Un accord bilatéral régissant la section norvégienne est signé et une statue est également dévoilée à l'occasion de cet événement. En aval de cette visite, pendant une semaine, un menu norvégien est proposé aux élèves au restaurant scolaire et de nombreuses affiches présentant différents aspects de la société norvégienne et de son histoire sont exposées au lycée Corneille, ainsi que des photos du pays et des objets tels d'anciens formulaires d'admission ou des photos d'élèves norvégiens datant des années 1960,,.

### Association d’anciens élèves
Depuis 1840, l’habitude s’était établie d’un repas des Anciens fixés à Paris. En 1864, l’Association des Anciens élèves est créée avec comme buts essentiels de resserrer les liens de camaraderie et de venir en aide aux plus jeunes. En 1906 est fondé Notre vieux lycée, bulletin de l’Association auquel ont collaboré entre autres Maurice Leblanc, André Maurois ou le peintre Jacques Villon.
L’association sportive, les Francs Joueurs, est fondée en 1890.

## Enseignements
Le lycée a suivi l’évolution générale du système scolaire national. Devenu mixte et ne comptant plus que les classes secondaires du second degré, il propose à ses élèves de seconde les enseignements d’exploration suivants : sciences économiques & sociales, littérature & société, méthodes et pratiques scientifiques, arts visuels, grec, latin, LV3 (allemand- espagnol), ainsi qu'une section européenne.
Par ailleurs, il propose les options facultatives suivantes : grec, latin, LV3 (allemand-espagnol), EPS, musique, arts plastiques.
Le lycée abrite des CPGE économiques et commerciales (ECG), et scientifiques (MP, PC, PSI, BCPST).

### Classement du lycée
En 2016, le lycée se classe 2e sur 46 au niveau départemental quant à la qualité d'enseignement, et 114e au niveau national. Le classement s'établit sur trois critères : le taux de réussite au bac, la proportion d'élèves de première qui obtient le baccalauréat en ayant fait les deux dernières années de leur scolarité dans l'établissement, et la valeur ajoutée (calculée à partir de l'origine sociale des élèves, de leur âge et de leurs résultats au diplôme national du brevet).

### Classements des CPGE
Le classement national des classes préparatoires aux grandes écoles (CPGE) se fait en fonction du taux d'admission des élèves dans les grandes écoles.
En 2021, L'Étudiant donnait le classement suivant pour les concours de 2020 :
| Filière | Élèves admis dans une grande école* | Taux d'admission* | Taux moyen sur 5 ans | Classement national |
| --- | ----------------------------------- | ----------------- | -------------------- | ------------------- |
| ECG | 22 / 36 élèves                      | 61,1 %            | 42,9 %               | 45e sur 94          |
| MP / MP* | 25 / 73 élèves                      | 34,2 %            | 18,8 %               | 31e sur 134         |
| PC / PC* | 25 / 78 élèves                      | 32,1 %            | 12,1 %               | 31e sur 109         |
| PSI / PSI* | 24 / 40 élèves                      | 60 %              | 35,7 %               | 19e sur 124         |
| BCPST | 25 / 48 élèves                      | 52,1 %            | 55,1 %               | 17e sur 55          |
| Source : Classement 2021 des prépas - L'Étudiant (Concours de 2020). * Le taux d'admission dépend des grandes écoles retenues par l'étude. |                                     |                   |                      |                     |

### Enseignement technique
Une section cinéma et audiovisuelle est créée en 1958, elle est prolongée par une formation au BTS Audiovisuel depuis 1993.

## Desserte
Le lycée Pierre-Corneille est desservi par les lignes du réseau Astuce :
- F1  20   305  par l'arrêt Lycée Corneille (en face de l'établissement)
- F1 F2 F7  11   15   20   22   305  par l'arrêt Hôtel de Ville (2 min)
- M T4 F1  20   305  par l'arrêt Beauvoisine (4 min)

## Personnalités liées au lycée

### Professeurs
- Jean-Vincent-Yves Degland (1803-1806), mathématiques et histoire naturelle
- Théodore Bachelet (1847-1873)
- Jean de Brébeuf, missionnaire jésuite, saint catholique
- Léon Brunschvicg (1895-1900)
- Camille Cé (1878-1959)
- Pierre Chaunu, historien
- Albert Dupré (1860-1940), musique classique
- Félix-Frédéric Hébert (1864-1868)
- Camille Lebossé (1934-1936)
- Émile Durand (1937-?)
- Isaac Jogues, missionnaire jésuite, saint catholique
- Guy Lemarchand (1932-2022)
- Alain (1900-1902)
- Bernard Pottier (1924-?)
- Paul Guth
- Marcel Schneider
- Jacques Bouteloup
- Gérard Simon (1964-1988)
- Mongo Beti (1966-1994)

### Élèves
- Raoul Aubé, chroniqueur
- Charles Aubourg de Boury, député de l'Eure
- Jean-Édouard Adam, chimiste et physicien
- Jules Adeline, graveur
- Michel Anguier, sculpteur
- Louis Anquetin, peintre
- Jean-Jacques Antier, journaliste et écrivain
- Reynold Arnould, peintre
- Henry Barbet, industriel, pair de France, maire de Rouen (1830-1847)
- Nicolas Bazire, homme d'affaires
- Frédéric Bérat
- Jacques-Henri Bernardin de Saint-Pierre, écrivain
- Antoine Blondin, écrivain
- Jean Bruce, écrivain, père d'OSS 117
- Marcel Boiteux, haut fonctionnaire, PDG d'EDF
- Henri de Bonnechose, cardinal
- Paul-Emile Botta, diplomate et archéologue
- Louis-Hyacinthe Bouilhet, poète
- Pierre Bourguignon, homme politique, député de la Seine Maritime
- Jacques Brenner, écrivain
- Nicolas Brémontier, ingénieur
- Stéphan Caron, nageur
- Armand Carrel, journaliste
- Charles-Irénée Castel de Saint-Pierre, écrivain et académicien
- Cavelier de la Salle, explorateur
- Olivier Chaline, historien
- Claude Chappe, ingénieur, inventeur du sémaphore
- Patrick Chesnais, acteur et réalisateur
- Pierre Chirol, architecte
- Ernest Conseil, biologiste
- Pierre Corneille, écrivain et académicien
- Thomas Corneille, écrivain et académicien
- Camille Corot, peintre et graveur
- Charles Cousin-Montauban, général et homme d'état
- Léon Coutil
- Louis-Alexandre Dambourney, botaniste
- Michel Danino
- Alfred Darcel, conservateur de musée, critique d'art
- Lucien Dautresme, ancien ministre
- Alfred Daviel, ancien ministre
- Jules de Blosseville, explorateur
- Patrick Dehornoy, mathématicien
- Eugène Delacroix, peintre
- Édouard Delamare-Deboutteville, industriel, pionnier de l'automobile
- Eugène Delattre, homme politique, député de la Seine
- François Depeaux, industriel, collectionneur d'art, mécène
- Ernest Deproge, homme politique, député de la Martinique
- André Derocque, chirurgien militaire
- François-Antoine-Henri Descroizilles, chimiste
- Bernard Dhéran, acteur
- Auguste Dorchain, écrivain et poète
- Georges Dubosc, journaliste
- Marcel Duchamp, peintre et plasticien
- Édouard Dujardin, écrivain
- Pierre Louis Dulong, scientifique
- René Dumesnil, médecin, critique littéraire
- Pierre Dumont, artiste-peintre
- Marcel Dupré, organiste
- Théodore Edmond Dupuis, amiral
- Nicolas Duvivier, homme politique, député de la Seine Maritime
- Charles Féré, médecin
- Jacques Ferny, poète, chansonnier
- Gustave Flaubert, écrivain
- Pierre-Alexandre-Laurent Forfait, ministre de Napoléon
- Pierre Nicolas de Fontenay, homme politique, maire de Rouen
- Bernard le Bouyer de Fontenelle, écrivain et académicien
- Édouard Fortier, sénateur
- Henri Gadeau de Kerville, naturaliste
- Jean Gaument, écrivain, professeur de lettres
- Dominique Gambier, homme politique, député de la Seine Maritime
- Pierre Giffard
- Émile de Girardin, journaliste, homme politique
- Julien Goujon, homme politique, député de la Seine Maritime
- Michel Guérard, cuisinier
- Georges Guillain (médecin)
- Pierre-François Guyot Desfontaines, critique
- Charles-Louis Havas, journaliste et banquier
- Michel Hébert (magistrat), ancien ministre
- Alexandre Hellot, député, membre du Conseil des Cinq-Cents
- Robert Hersant, homme politique, député, fondateur du groupe Hersant
- François Heutte, footballeur international
- Léon Heuzey, archéologue
- Denise Holstein, survivante de la Shoah
- Auguste Houzeau, chimiste
- Roger Lantenois, compagnon de la libération
- Henri de Lapommeraye, critique de théâtre
- André Lavoinne, homme politique, député, sénateur
- Guy de Lavaur, spéléologue
- Alain Lebaube, écrivain
- Maurice Leblanc, écrivain
- Auguste Leblond, homme politique, député, sénateur, maire de Rouen
- Jean Lecanuet, homme politique, Maire de Rouen, Ministre, Sénateur, Député, Président de l'UDF et du MRP
- Alain Lecavelier des Étangs, astrophysicien
- Achille Lefort, homme politique, député de la Seine Maritime
- Paul Lefèvre, journaliste
- Charles Legentil, pair de france, fondateur du Comptoir national d'escompte de Paris
- Paul Legentilhomme, général d'armée, compagnon de la Libération
- Charles Lenepveu, compositeur et pédagogue
- Pierre Le Pesant de Boisguilbert, écrivain et économiste
- Gérard Leseul, homme politique, député
- André Lesort, archiviste paléographe
- Valérius Leteurtre, homme politique, député, maire de Rouen
- Louis Lézurier de La Martel, homme politique, député, maire de Rouen
- Pierre Lizot, homme politique, sénateur
- Maurice Louvrier, artiste-peintre
- Hector Malot, écrivain
- André Marie, homme politique, Ministre, Président du Conseil
- Pascal Martin (homme politique), homme politique, sénateur
- Émile Masqueray, anthropologue et ethnologue
- Guy de Maupassant, écrivain
- André Maurois, écrivain, académicien
- Jean-Luc Mélenchon, ancien ministre
- François Merry Delabost, médecin, inventeur de la douche
- Nicolas Mesnager, diplomate
- Jean Népote, Secrétaire Général d'Interpol
- Georges Mirianon, peintre
- Paul Marie Mirouel, officier
- Nicolas François Mollien, ministre de Napoléon
- Théodore Monod, scientifique
- Guy Montier, homme politique, sénateur, maire de Rouen
- Charles Muller (1877-1914), journaliste et écrivain
- Jean Nicolas, footballeur international
- Charles Nicolle, médecin, prix Nobel
- Marcel Nicolle
- Maurice Nicolle, médecin
- Robert Nivelle, général de division
- Farid Paya, metteur en scène
- Jean Pecquet, médecin et savant
- Thomas Pesquet, spationaute sélectionné en 2009
- Robert Antoine Pinchon, artiste-peintre
- Félix Archimède Pouchet, médecin biologiste
- Augustin Pouyer-Quertier, ancien ministre
- Jacques Pradon, dramaturge
- Jean Prévost, écrivain et résistant
- Jean-Baptiste Prévost, président de l'UNEF
- André Renaudin
- Roger Rio, footballeur international
- Jacques Rivette, réalisateur
- Jean Rochefort, acteur
- Gustave Rouland, ancien ministre
- Henri Rouvillois, (1875-1969) Médecin-Général-Inspecteur du Service de Santé militaire.
- Rufus, acteur
- Noël-Étienne Sanadon, homme de lettres
- Jules Senard, ancien ministre
- Nicolas Thyrel de Boismont, homme de lettres, académicien
- Elphège Vacandard, prêtre, théologien
- Auguste Vacquerie
- Jacques-Christophe Valmont de Bomare, naturaliste
- Léon de Vesly, archéologue
- René Aubert de Vertot, historien
- Jacques Villon (1875-1963), peintre et graveur
- Francis Yard, écrivain et graveur
- Richard Waddington, industriel, homme politique
- Étienne Wolff
- Philippe Zacharie

## Patrimoine
Une partie du matériel pédagogique du lycée Corneille est conservée au musée national de l'Éducation, notamment dans le domaine de la physique et des sciences naturelles. Sont notamment concernés 32 modèles de botanique créés par Louis Auzoux donnés par le lycée au musée en 2007.